# 原子力科学研究所
原子力科学研究所（英: Nuclear Science Research Institute）は、茨城県那珂郡東海村にある日本原子力研究開発機構の研究所。試験研究炉、加速器施設、放射性物質や核燃料物質を安全に取り扱う施設等、様々な原子力基盤研究施設があり、これらの施設を用いて、原子力の先端的な基礎科学から基礎工学、安全研究、量子ビーム応用研究、計算科学、バックエンド技術開発等の多様な研究が行われている。

## 沿革
- 1957年7月 - 日本原子力研究所東海研究所設置[2]
- 1957年8月 - JRR-1初臨界[2]
- 1960年10月 - JRR-2初臨界[2]
- 1962年8月 - TCA初臨界[2]
- 1962年9月 - JRR-3初臨界[2]
- 1963年10月 - JPDR発電に成功[2]
- 1965年10月 - JRR-4初臨界[2]
- 1967年4月 - FCA初臨界[2]
- 1975年6月 - NSRR初臨界[2]
- 1982年8月 - タンデム加速器完成
- 1982年10月 - WASTEF完成[2]
- 1985年5月 - VHTRC初臨界[2]
- 1990年3月 - JRR-3M初臨界[2]
- 1994年6月 - NUCEF完成[2]
- 1995年2月 - STACY初臨界[2]
- 1995年12月 - TRACY初臨界[2]
- 2005年10月 - 日本原子力研究開発機構東海研究開発センター原子力科学研究所[2]
- 2009年3月 - J-PARC完成[2]

## 保有施設

### 研究用原子炉
- JRR-1
日本最初の原子炉。
- JRR-2
- JRR-3
国産1号炉。現在は改造しJRR-3Mとも記述される。
- JRR-4
- JPDR
日本最初の発電用原子炉。
- 原子炉安全性研究炉(NSRR)
原子炉燃料の安全性を研究するための研究炉。

### 臨界実験装置
- TCA
軽水炉の炉物理及び臨界安全性に関する研究に用いられる臨界実験装置。
- FCA
高速炉用臨界実験装置。
- STACY
定常臨界実験装置。
- TRACY
過渡臨界実験装置。

### 加速器
- タンデム加速器
重イオンによる原子核物理、核化学、物性物理の基礎的研究を行う施設。
- J-PARC
大強度陽子加速器施設。高エネルギー加速器研究機構と共同で運営する。

### ホット試験施設
- 燃料試験施設(RFEF)
- 廃棄物安全試験施設(WASTEF)
- バックエンド研究施設(BECKY)
放射性廃棄物を実際に扱うためのホットセル等を持つ。